# Cleo King
Cleo King (St. Louis, Missouri, 21 de agosto de 1962) é uma atriz americana provavelmente mais conhecida por seus papéis como Tia Lou na série da HBO Deadwood e Helene Parks em Boston Public. Ela também é conhecida por retratar a oficial Garden em Se Beber, Não Case
Ela também faz parte do elenco da sitcom da CBS Mike & Molly, como Rosetta McMillan, a avó de Carl.
King apareceu como Neeta, a babá do filho de Jax Teller na série do FX Sons of Anarchy em 2009. Ela também teve papéis em Lost, It's Always Sunny in Philadelphia, Eli Stone, The West Wing, Friends e Six Feet Under.